# 2617 Jiangxi
2617 Jiangxi è un asteroide della fascia principale del diametro medio di circa 52,65 km. Scoperto nel 1975, presenta un'orbita caratterizzata da un semiasse maggiore pari a 3,1715578 UA e da un'eccentricità di 0,2285685, inclinata di 12,91171° rispetto all'eclittica.